# Alfano (arcivescovo)
Alfano (X secolo – 1001) è stato un arcivescovo italiano, arcivescovo di Benevento dal 985 al 1001.

## Biografia
Arcivescovo grazie all'intervento di papa Giovanni XV nel 985,  a lui venne affidata l'arcidiocesi di Benevento. In seguito chiese e ottenne un coadiutore grazie al papa Gregorio V nell'aprile 998. Nello stesso anno consacrò Vito come vescovo di Alife.
Gli succedette nell'anno 1001 Alfano II, un suo nipote.